# نيل هاميلتون فيرلي
نيل هاميلتون فيرلي (بالإنجليزية: Neil Hamilton Fairley) (15 يوليو 1891 - 19 أبريل 1966) هو طبيب وعالم طب وعميد في الجيش الأسترالي. كان له دور فعال في إنقاذ آلاف الأرواح من الملاريا والعديد من الأمراض.